# Zhang Daqian
Zhang Daqian of Chang Dai-chien (vereenvoudigd Chinees: 张大千; traditioneel Chinees: 張大千; 10 mei 1899 – 2 april 1983), geboren Zhang Zhengquan (張正權), was een Chinees kunstschilder en kalligraaf. Hij begon zijn artistieke carrière als schilder in de oude traditie, maar vanaf de jaren 60 bekwaamde hij zich ook in westerse stijlen. Daarnaast wordt hij beschouwd als een van de bekwaamste vervalsers van de 20e eeuw.

## Biografie
Zhang Daqian werd op 10 mei 1899 geboren in Neijiang, in de Chinese provincie Sichuan. Hij groeide op in een arme, maar artistieke familie. Zhang bekwaamde zich al op vroege leeftijd in het schilderen en kalligraferen. Toen hij op 17-jarige leeftijd van zijn kostschool in Chongqing naar huis reisde, werd hij overvallen door struikrovers. Zhang kreeg de opdracht om een brief naar huis te schrijven met een verzoek voor losgeld. Het handschrift van Zhang maakte echter zo'n indruk op de bendeleider, dat hij hem aanstelde als zijn persoonlijke secretaris. Zhang werd drie maanden lang gevangen gehouden door de bende. In deze tijd las hij dichtwerken die de bandieten buit hadden gemaakt.
Korte tijd nadat hij was vrijgelaten verhuisde Zhang in 1917 naar Kioto, waar hij en zijn broer Shanzi diverse textielverftechnieken leerde. Twee jaar later vestigde hij zich in Shanghai, waar hij onderwezen werd in de traditionele Chinese schilderkunst en kalligrafie. Hij bestudeerde oude meesters en schilderde in de stijl van individualisten uit de Ming- en vroege Qing-periode, waaronder Tang Yin (1470-1524), Chen Hongshou (1598-1652) en Shitao (1642-1707). Zhang maakte naam in de kunstwereld en leefde van het verkopen van zijn schilderijen. Zijn oeuvre bevatte vrijwel alle traditionele motieven van de Chinese schilderkunst, waaronder shan shui-landschappen, vogel- en bloemschilderingen, bamboeschilderingen en taferelen. Daarnaast was hij bedreven in het vervalsen van werken van oude meesters.
In de tweede helft van de jaren 20 verhuisde Zhang naar Peking, waar hij onder andere samenwerkte met Pu Xinyu (1896–1963). In de jaren 30 vestigde hij zich in Suzhou, waar hij werkte in een atelier in de Klassieke Tuinen van Suzhou. In 1940 zond Ma Bufang, de gouverneur van Qinghai, Zhang naar Dunhuang. Hier nam Zhang de leiding over een groep kunstenaars bij het analyseren en kopiëren van de boeddhistische muurtekeningen in de Mogao- en Yulin-grotten.
De politieke situatie in 1949 deed Zhang besluiten om China te verlaten en zich in Amerika te vestigen. Hier woonde hij achtereenvolgens in de Argentijnse stad Mendoza, de Braziliaanse steden São Paulo en Mogi das Cruzes en vervolgens in Carmel-by-the-Sea in Californië. Omdat zijn ogen hard achteruitgingen, ontwikkelde Zhang aan het einde van de jaren 50 een schilderstijl met spattende kleuren, bekend als de pocai-stijl (潑彩). Hij verklaarde dat hij hiermee voortborduurde op de stijl van de 9e-eeuwse kunstschilder Wang Mo, maar veel kunsthistorici zijn van mening dat de in Noord-Amerika populaire expressionistische stroming ook een significante invloed had. Zij zien de pocai-werken van Zhang als een keerpunt in zijn artistieke loopbaan. Zhang legde zich ook toe op andere westerse schilderstijlen, zoals het impressionisme. In 1956 ruilde hij en Pablo Picasso enkele van hun werken in Nice. Deze gebeurtenis werd door kunstcritici beschouwd als een ontmoeting tussen de prominentste meesters van de oosterse en westerse kunstwereld.
Tijdens zijn reizen had Zhang diverse vrouwen, soms meerdere tegelijk. Hij werd beïnvloed door moderne westerse schilderstijlen, maar bleef de Chinese tradities respecteren. Zo droeg Zhang bij voorkeur het gewaad en de lange baard van de literator en hield hij een gibbon als huisdier. Hij bezat een privécollectie van honderden schilderwerken van oude meesters, daterend van de Tang-dynastie tot de Qing-dynastie. In 1978 vestigde Zhang zich in Taipei te Taiwan. Hier stierf hij op 2 april 1983 op 83-jarige leeftijd. Zijn laatste woning, Moye Jingshe (摩耶精舍), bevindt zich naast het Nationaal Paleismuseum en dient tegenwoordig als herdenkingsmuseum.

## Vervalsingen
Zhang Daqian maakte tijdens zijn leven een onbekend groot aantal vervalsingen van Chinese meesters. Zhang trachtte te achterhalen welke technieken en materialen er voor een schilderij waren gebruikt en paste deze nauwgezet bij zijn vervalsingen toe. Naast kopieën van bewaard gebleven werken maakte Zhang ook schilderwerken gebaseerd op beschrijvingen in catalogi van verloren werken. Met name deze werken zijn moeilijk te identificeren als vervalsing. Bij de aankoop van Chinese schilderwerken besteden museumcurators veel aandacht bij het taxeren van de authenticiteit, met name bij vogel- en bloemschilderingen. Joseph Chang, curator van het Sackler Museum, vermoedt dat een groot aantal belangrijke collecties van Chinese kunst vervalsingen van Zhang bevatten.
Enkele van Zhangs vervalsingen werden ontdekt. Zo kocht het Museum of Fine Arts in Boston in 1957 Drinken en zingen aan de voet van een steile berg; een shan shui-landschap dat was toegeschreven aan Guan Tong uit de 10e eeuw. Later kwam aan het licht dat het een vervalsing betrof. Het werk wordt beschouwd als een van Zhangs meest ambitieuze en gedurfde vervalsingen. Ook De rivieroever, een werk in de collectie van het Metropolitan Museum of Art dat uit de periode van de Vijf Dynastieën en Tien Koninkrijken zou stammen, is mogelijk een vervalsing van Zhang.
- Bibliothèque nationale de France: cb12245305c (data)
- CiNii: DA06262542
- Gemeinsame Normdatei: 11906541X
- International Standard Name Identifier: 0000 0001 2144 0046
- KulturNav: c7b6dfe9-7b5b-4e16-9cfd-6174dec6fb1f
- Library of Congress Control Number: n83158786
- Bibliotheek van het Japanse parlement: 00386006
- Nationale bibliotheek van Australië: 36463135
- Nationale Bibliotheek van Israël: 987007259696105171
- Nationale Bibliotheek van Polen: a0000002636443
- Nederlandse Thesaurus van Auteursnamen: 109643410
- Réseau des bibliothèques de Suisse occidentale: 02-A027713946
- RKD-Nederlands Instituut voor Kunstgeschiedenis: 265613
- SNAC: w6bs1tr1
- Système universitaire de documentation: 031190022
- Trove: 1258297
- Union List of Artist Names: 500107140
- Virtual International Authority File: 94645020
- WorldCat: E39PBJrGxRVfBMMY4cjymJvmBP